# BDO

Logo.

BDO é uma das cinco maiores redes de contabilidade no mundo, prestando serviços para empresas de contabilidade pública, atendendo a clientes nacionais e internacionais em todo o mundo. Em julho de 2012, a BDO Member Firm atuava em 137 países empregando 49.000 profissionais em 1.100 escritórios em todo o mundo.
A receita global de todos os BDO Member Firm encerrado em 30 de setembro de 2010 totalizaram €3.893 milhões (US$5.284 milhões).
Cada BDO Member Firm é uma entidade jurídica independente em seu próprio país. A rede, formada em 1963 como "Binder Seidman International" resultado da fusão de empresas do Canadá, Alemanha, Holanda, Reino Unido e Estados Unidos, é coordenada pela BDO Global Coordination B.V., com sede em Bruxelas, Bélgica. O nome BDO, concebido pela primeira vez em 1973, é um acrônimo de "Binder Dijker Otte & Co".
No início de 2012, foi relatado que a BDO vem se expandindo rapidamente na China. Possui uma equipe de 7.500 a 8.000 funcionários no país e em Hong Kong, tornando-se o segundo maior empregador após Estados Unidos, que tem 11.500 funcionários.
BDO no Brasil 
A BDO no Brasil integra o
seleto grupo mundial das Big 5. Com
matriz em São Paulo e filiais em 27 escritórios, contando com 1.800 mil funcionários espalhados em  cidades de todas as regiões do país, a
empresa agrega um conjunto de soluções que contempla auditoria contábil,
consultoria em gestão, corporate finance, viabilidade econômica de
empreendimentos, análise de lucratividade, governança corporativa,
controladoria, planejamento tributário, recursos humanos, sucessão familiar,
consultoria trabalhista e jurídica.
As demais
bases da BDO no Brasil, estão em Cuiabá (MT), Belo Horizonte (MG), Brasília (DF), Belém (PA), Campinas (SP), Campo Grande (MS), Curitiba (PR), Florianópolis (SC), Fortaleza (CE), Goiânia
(GO), Londrina (PR), Porto Alegre (RS), Recife (PE), Ribeirão Preto (SP), Rio de Janeiro
(RJ), Salvador (BA), São José dos Campos (SP), Manaus (AM), Palmas (TO) e Belém
(PA), Vitória(ES), Uberlândia(MG), Sorocaba e Osasco (Ambas em São Paulo)
No Brasil, ela é representada pela RCS fundada pelo Raul Corrêa da Silva, também co-fundador da TERCO que ao longo dos anos realizou fusões, com Clemente associados; Tufani, Reis e Soares, NBB, Stransi e Baker Tilly
Museu BDO RCS
Além disso a BDO no Brasil possui o único  museu permanente que conta a história da atividade de auditoria, contabilidade e consultoria no Brasil. O Museu BDO RCS inaugurado em 11 de setembro de 2023 conta  a historia da empresa, profissões de auditor e contador, instalado na sede da empresa, em São Paulo.
Ele reúne objetos de toda esta trajetória, como os primeiros equipamentos tecnológicos utilizados na firma, materiais promocionais, matérias na imprensa e outros

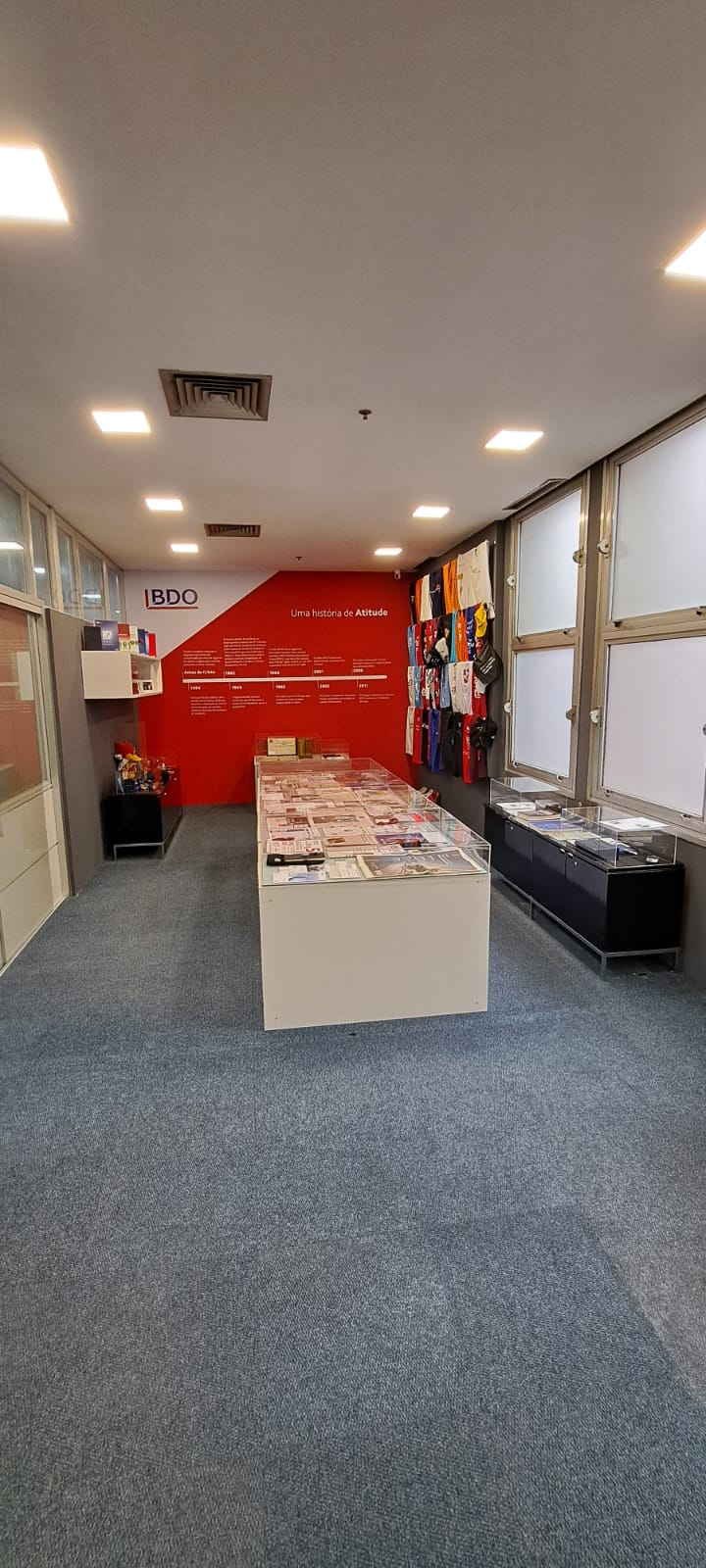
Foto panorâmica do Museu da BDO RCS

Além da empresa, o museu terá itens que remetem aos   profissionais que contribuíram com a empresa e com a profissão. Como também possui um acervo significativo de entidades de classe como SINDICONT, CRC, CRA e ANEFAC a ideia é que ele também conte a história da contabilidade e da auditoria.

## Membros
Os maiores membros (BDO Member Firm) são:
- - BDO Armenia
- - Anteriormente BDO Kendalls
- - BDO Atrio
- - BDO Brazil
- - BDO France
- - BDO AG
- - BDO CampsObers
- - Anteriormente conhecido como BDO Spicers
- - Anteriormente conhecido como BDO Noraudit & Co.
- - BDO Canada LLP
- - BDO LLP
- - BDO Seidman, LLP
- - BDO Russia
- - BDO Simpson Xavier
- - BDO Limited
- - BDO Haribhakti & Co.
- - BDO ScanRevision
- - BDO Tax Limited & BDO Limited
- - BDO AG
- - BDO Nordic
- - BDO Audiberia
- - BDO Denet
- - Ziv Haft
- - BDO Alba Romeo & Co.
- - BDO Ebrahim & Co.
- - BDO S.A.
- - BDO Invest Riga, BDO Zelmenis&Liberte
- - BDO Bustamante & Bustamante
- - BDO - Ísland
- - BDO TAIWAN
- - BDO Kuwait
- - BDO Barbados

Todos os Member Firms mudaram seus nomes com a inicial BDO em 2009. O processo da mudança teve pouco mais de cinco meses em 110 países. A intenção era de criar uma consistência global, para que a rede BDO pudesse ser apresentada como uma entidade única.
A BDO possui escritórios nos principais países de Língua portuguesa entre os quais:
- Angola
- Brasil
- Cabo Verde
- Portugal
- Moçambique